# Ornella Vanoni
Ornella Vanoni (Milà, Itàlia, 22 de setembre de 1934) és una cantant de música melòdica i actriu italiana, una de les intèrprets de música lleugera més reconegudes internacionalment.

## Trajectòria artística
Després d'estudiar a l'estranger, Vanoni torna a Milà i s'acosta al món de l'espectacle, iniciant-se en 1953 com a actriu a l'escola del Piccolo Teatro di Milano dirigida per Giorgio Strehler, el seu mestre i company sentimental durant quatre anys. Strehler li proposa cantar tres cançons en els entreactes de I Giacobini de Zardi, que són molt apreciades pel públic i la crítica. En 1956 debuta com a actriu en l'obra Sis personatges en cerca d'autor de Pirandello.

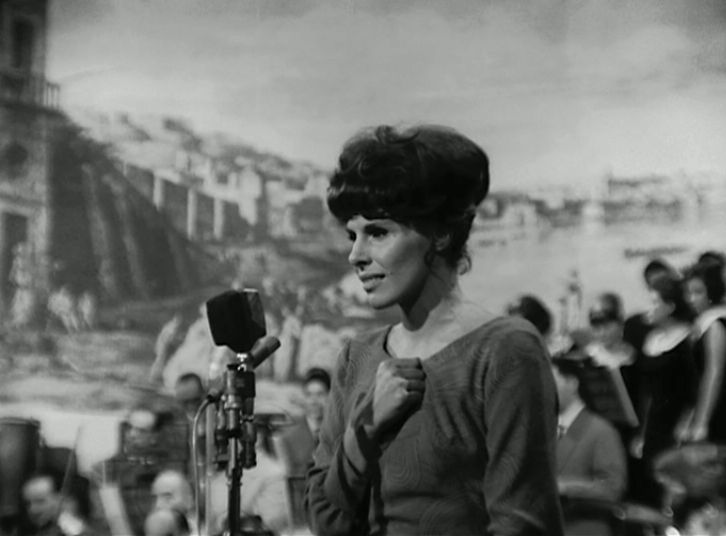
En 1964, al Festival de Nàpols.

En 1960 es casa amb l'empresari Lucio Ardenzi, dos anys més tard neix el seu fill, Cristiano. En 1961, grava el seu primer disc 45 rpm per a la discogràfica Ricordi, que posseeix els drets de tota la nova generació de cantautors. Els seus primers èxits com a cantant arriben amb les conegudes com Canzoni della Mala, un repertori popular que retrata amb dramatisme la mala vida milanesa, al costat d'alguns temes de Gino Paoli. Ornella Vanoni participa ja en el programa televisiu Canzonissima i en diverses competicions (en 1964, amb Tu si' 'na cosa grande guanya el Festival de Nàpols al costat de Domenico Modugno), recita en teatre i fa els seus primers passos en la comèdia musical amb Rugantino de Garinei & Giovannini, al costat d'Aldo Fabrizi i Nino Manfredi. Després d'aquesta arribarien altres experiències interpretatives, seria secundària o protagonista de títols com Amore pericolisi.
En 1965 se separa del seu marit, intensifica la seva activitat com a cantant i inicia una trajectòria estel·lar, plena d'èxits que la llancen a la fama i la converteixen per la seva elegància i sensualitat interpretativa en "gran senyora" de la cançó italiana, a l'Olimp de superestrelles com Mina Mazzini o Milva. En la segona meitat dels anys 60 inicia una relació artística i sentimental amb Gino Paoli, qui escriu per a ella Senza fine, un gran èxit a Itàlia. També en 1965 participa per primera vegada al Festival de Sanremo, en el que participarà en set ocasions, en 1968 quedaria en segona posició amb el tema Casa bianca, cantat a duo amb Marisa Sannia, tema que es faria molt popular.
El seu repertori s'enriqueix també de temes d'autors com Domenico Modugno, Burt Bacharach, Charles Aznavour i Gilbert Bécaud, entre d'altres. En 1967 aconsegueix grans èxits televisius en els quals Ornella Vanoni s'afirma com a refinada i sensual intèrpret de la cançó melòdica italiana.
En 1970 participa al Festival de Sanremo amb el tema Eternità, encara que va ser amb el single següent amb el qual va obtenir el seu major èxit: L'appuntamento (La cita), original en portuguès Sentado à beira do caminho de Roberto Carlos i Erasmo Carlos, la versió italiana inclou també l'autoria de Bruno Lauzi, arribant al número u de la llista d'èxits. En 1973 també gravaria la cançó de Roberto Carlos Detalhes amb el títol de Dettagli, un altre dels seus grans èxits. A Espanya es fan molt populars, on també obtenen gran èxit la seva cançó Io ti darò di più i la versió que va fer en la banda sonora de la pel·lícula Anonimo veneziano. En 1974 gravaria dos àlbums excepcionals: A un certo punto i La voglia di sognare.
En 1976, grava en directe un disc històric La voglia, La pazzia, L'incoscienza, L'allegria amb Toquinho i Vinícius de Moraes, amb gran èxit i de gran repercussió musical, popularitzant la música d'aquests grans autors brasilers a Itàlia.
En els anys 80, Ornella Vanoni es confirma com la “senyora de la cançó italiana”, un títol que és reconegut pel seu refinament i els seus èxits discogràfics continus. En 1986 Vanoni aconsegueix un dels seus somnis, l'enregistrament Ornella &…, l'àlbum doble d'atmosfera jazz, amb un càsting d'artistes del jazz internacional com Herbie Hancock, Gerry Mulligan, George Benson o Gil Evans.
En els anys 90 inicia una col·laboració amb Mario Lavezzi, productor i compositor (Insieme a te, Stella nascente o Piccoli Brividi). En 1996, el seu disc Sheherazade es converteix en disc d'or a Itàlia. Alberi és la cançó amb la qual Ornella Vanoni participa de nou en el 49è Festival de la Cançó de Sanremo. En aquesta ocasió li va ser atorgat el premi a la seva carrera musical.

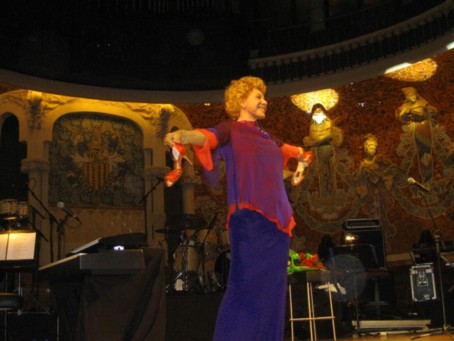
Ornella Vanoni en escena, 2008.

En el 2001, publica dos àlbums amb versions dels anys seixanta i setanta i l'any 2002 canta al costat de Sergio Bardotti el millor repertori de Burt Bacharach: tots els temes en italià amb traducció pròpia, és editat en l'àlbum Somnis prohibits; Ornella i les cançons de Bacharach. L'any 2003 publica l'àlbum Noi, donne noi, escrit de Mario Lavezzi, i interpretat per Ornella Vanoni i Nancy Brilli. El 2004, el tema L'appuntamento en la seva veu s'inclou en la banda sonora de la pel·lícula Ocean's Twelve.
Al setembre de 2004, després de gairebé vint anys de la seva anterior trobada artística, torna al costat de Gino Paoli amb un nou àlbum de temes inèdits Ti ricordi? No non mi ricordo i també es publica el llibre Noi due, una lunga storia escrit amb Enrico De Angelis, seguit d'una gira de concerts. L'èxit conjunt és confirmat amb la publicació del doble àlbum CD i DVD VanoniPaoli Live.
El 2007 edita el disc Una bellissima ragazza, el primer disc amb temes inèdits en solitari des de Argilla (1997), amb el qual emprèn una intensa gira teatral per les més importants ciutats italianes, en la que torna també als escenaris d'Espanya el 2008 després de dues dècades, i ho fa amb sengles presentacions a l'Auditori Nacional de Madrid i al Palau de la Música Catalana de Barcelona.
En 2013 edita Meticci (Io mi fermo qui), àlbum que publica Columbia amb el qual oficialment tanca la seva discografia encara que continua cantant en directe.

## Discografia
Discs (selecció)
- 1961 - Ornella Vanoni (1961)
- 1963 - Le canzoni di Ornella Vanoni
- 1965 - Caldo
- 1966 - Ornella (album)
- 1967 - Ornella Vanoni (1967)
- 1968 - Ai miei amici cantautori
- 1969 - Io sì - Ai miei amici cantautori vol.2
- 1970 - Appuntamento con Ornella Vanoni
- 1971 - Ah! L'amore l'amore, quante cose fa fare l'amore! (live)
- 1972 - Un gioco senza età
- 1972 - Hits (album)
- 1972 - L'amore (album)
- 1973 - Dettagli
- 1973 - Ornella Vanoni e altre storie
- 1974 - A un certo punto
- 1974 - La voglia di sognare
- 1974 - Quei giorni insieme a te
- 1975 - Uomo mio bambino mio
- 1976 - La voglia la pazzia l'incoscienza l'allegria
- 1976 - Amori miei (album)
- 1976 - Più (album)
- 1976 - Más (editat el mercat llatí)
- 1977 - Album (album) (editada al mercat francòfon)
- 1977 - Io dentro
- 1977 - Io fuori
- 1978 - Vanoni
- 1979 - Oggi le canto così, vol.1
- 1980 - Oggi le canto così, vol.2
- 1980 - Ricetta di donna
- 1981 - Duemilatrecentouno parole
- 1982 - Licht und schatten (editat per al mercat alemany)
- 1982 - Oggi le canto così, vol.3
- 1982 - Oggi le canto così, vol.4
- 1983 - Uomini (album)
- 1985 - Insieme (album) - Ornella Vanoniiy Gino Paoli (live)
- 1986 - Ornella &...
- 1987 - O (album)
- 1989 - Il giro del mio mondo
- 1990 - Quante storie
- 1992 - Stella nascente
- 1993 - In più - 17 brani che vi ricanterei volentieri
- 1995 - Io sono come sono...
- 1995 - Sheherazade
- 1997 - Argilla (album)
- 1999 - Adesso (Ornella Vanoni) (live)
- 2001 - Ornella Vanoni Live@RTSI (live)
- 2001 - Un panino una birra e poi...
- 2001 - E poi...la tua bocca da baciare
- 2002 - Sogni proibiti (álbum)
- 2003 - Noi, donne noi
- 2004 - Ti ricordi? No non mi ricordo - Ornella Vanoni y Gino Paoli
- 2005 - VanoniPaoli Live - Ornella Vanoni y Gino Paoli (live)
- 2007 - Una bellissima ragazza
- 2008 - Più di me (álbum de duets que celebra els seus 50 anys de carrera, amb Eros Ramazzotti, Jovanotti, Pooh, Gianni Morandi, Lucio Dalla, Giusy Ferreri, Claudio Baglioni, Fiorella Mannoia, Carmen Consoli i Mina Mazzini).
- 2009 - Più di te (Vanoni versiona èxits d'artistes italians).
- 2013 - Meticci (Io mi fermo qui).

Senzills (selecció)
- 1959 - Ma mi... / Le mantellate
- 1961 - Senza fine / Se qualcuno ti dirà
- 1961 - Cercami / Un grido
- 1963 - Che cosa c'è / La fidanzata del bersagliere
- 1964 - Tu sì 'na cosa grande / Ammore mio
- 1965 - Abbracciami forte / Non voglio più
- 1966 - Io ti darò di più / Splendore nell'erba
- 1967 - La musica è finita / Un uomo
- 1967 - Tristezza / Il mio posto qual è
- 1968 - Casa Bianca / Serafino
- 1969 - Una ragione di più / Quando arrivi tu
- 1970 - Eternità / Sto con lui
- 1970 - L'appuntamento / Uomo, uomo
- 1971 - Domani è un altro giorno / C'è qualcosa che non sai
- 1971 - Il tempo d'impazzire / Variante
- 1972 - Che barba amore mio / Il mio mondo d'amore
- 1973 - Dettagli / Pazza d'amore
- 1973 - Sto male / Superfluo
- 1974 - Stupidi / La gente e me
- 1974 - La voglia di sognare / Guardo, guardo e guardo
- 1975 - Uomo mio, bambino mio / Canta canta
- 1976 - Più / Dimmi almeno se
- 1977 - Domani no / Ti voglio
- 1980 - Innamorarsi / Il telefono

## Filmografia
- 1961 - Romolo e Remo, de Sergio Corbucci
- 1962 - Col ferro e col fuoco, de Fernando Cerchio
- 1963 - Canzoni in bikini, de Giuseppe Vari
- 1964 - Amori pericolosi, de Carlo Lizzani
- 1964 - I ragazzi dell'Hully Gully, de Marcello Giannini
- 1966 - Per un pugno di canzoni, de José Luis Merino
- 1969 - Cabaret, d'Ugo Rosselli
- 1971 - Il mulino del Po, de Sandro Bolchi
- 1979 - I viaggiatori della sera, d'Ugo Tognazzi
- 2008 - Il cielo sotto la polvere, de Sergio Mascheroni
- 2015 - Ma che bella sorpresa, d'Alessandro Genovesi